# 이동휘
이동휘(李東輝, 1873년 6월 20일~1935년 1월 31일)는 대한제국 시대의 군인 겸 정치인이고, 일제강점기 시대와 대한민국 임시정부 시대의 사회주의 계열 독립운동가로 활약한 정치인이다.
대한제국 육군 장교 출신으로, 특히 한말 애국계몽운동기에는 의병 운동을 이끌었고 함경도, 평안도, 북간도, 연해주 한인 사회 등에서 활동하면서 기독교인으로 기독교 사상을 전파하는 독실한 전도사로 활동하기도 했다. 1919년 대한민국임시정부의 국무총리를 역임하기도 했다. 아호(雅號)는 성재(誠齋)이며 대자유(大自由)라는 호(號)를 사용하기도 했다.

## 생애

### 초년기
1873년 함경남도 단천에서 아전 이승교(李承橋)의 아들로 태어났다. 본관은 하빈(河濱). 호는 성재(誠齋)이며 대자유(大自由)라는 이름도 썼다. 1891년경 18세 때 군수의 시중을 드는 통인(通人)으로 있다가 상경하여 이용익의 추천으로 1895년 한성무관학교(漢城武官學校)에 입학·수학한 뒤 육군 참령으로 진급하였다. 1899년에 서울의 육군 무관 학교를 졸업하고 1902년 개혁당을 조직하여 개화 운동을 했다. 1902년부터는 강화도 진위대장(鎭衛隊長)으로 활동하였다. 1907년에 강화도의 강화 진위대 참령으로 근무하면서 기독교 신자가 되었고, 전등사에서 의병을 일으키려다 실패했다. 그 해 안창호 등과 신민회를 조직하여 항일 운동을 하다가 1911년 105인 사건에 연루해 투옥을 겪었다.

### 애국계몽운동 활동
1906년 애국계몽운동에 투신하기 위해 군직(軍職)을 사임한 뒤, 강화도에 보창학교(普昌學校)를 설립하는 한편, 대한자강회 결성에도 관여하는 등 민족주의 교육과 애국계몽운동에 적극 노력하였다.
1907년 고종 황제의 강제 퇴위와 대한제국 군대 해산으로 대한제국이 일본제국의 준식민지화하자, 군동지였던 연기우, 김동수 등과 함께 강화도에서 의병을 일으켜 투쟁할 것을 모의하였으나, 고종황제의 헤이그 특사 사건에 관련된 혐의로 일경에 피체·유배되어 옥고를 치르던 중 미국인 선교사 벙커의 주선으로 그 해 10월 석방되었다.
석방 후 1908년 1월경 서북학회를 창립하는데 참여하는 한편, 이동녕·안창호·양기탁·이갑 등과 더불어 비밀결사 신민회를 조직하여 계몽운동과 항일투쟁을 전개하던 중 1911년 이른바 105인 사건으로 함경도에서 또 다시 피체되어 황해도 무의도에 유배되었다.

### 독립운동 활동
1912년 가을 외국인 선교사의 도움으로 유배지를 탈출하여 북간도로 망명한 그는 국자가(局子街) 소영자(小營子)에서 김립(金立)·계봉우 등과 더불어 광성학교(光成學校)를 설립하여 지속적으로 민족주의 교육활동을 전개하면서, 구례선(具禮先) 목사의 도움으로 북간도 전역에 기독교 선교사업을 진흥시키기도 하였다.
1913년 러시아제국 연해주로 망명하여 거점을 옮긴 후, 블라디보스토크의 신한촌(新韓村)을 중심으로 조직된 권업회(勸業會)에 가담하여 이상설·이갑·신채호·정재관 등과 함께 '독립전쟁론'에 입각한 민족해방투쟁에 적극적으로 활동하였다.
그러던 중 1914년 제1차 세계대전의 발발과 함께 일제와 동맹한 러시아 제국이 재러시아 한국인들의 민족운동을 탄압하자, 이종호(李鍾浩) 등과 더불어 중국 왕청현(汪淸縣) 라자우거의 한인촌으로 거점을 옮겨 대전무관학교(大甸武官學校)를 설립하고 독립군 양성에 힘을 기울였다. 그러나 이듬해 일제의 사주를 받은 중국 관헌의 탄압으로 무관학교는 해체되고, 그 또한 일제 관헌에게 쫓기는 몸이 되어 왕청현 하마탕의 한인촌에 숨어 요양하였다.
1917년 봄 러시아 혁명이 일어나자, 다시 블라디보스토크으로 건너간 그는 볼셰비키에 가담하여 활동하다가 7월 초 '독일 제국의 밀정'으로 오인되어 케렌스키 임시정부 헌병대에 체포되어 수감되었다. 그러나 1918년 초 이 지역을 장악한 볼셰비키 가운데 한국인 출신으로 러시아 사회민주노동당 하바롭스크시 책임비서, 원동소비에트 집행위원회 외교부장이었던 여성혁명가 김알렉산드라 페트로브나 스탄케비치의 도움으로 풀려나 하바롭스크로 이주했다. 이 사건을 계기로 그는 한국민족운동에 사회주의를 접목시키기 시작하였다. 그리하여 1918년 5월 11일(러시아 구력 율리우스력 4월 28일) 하바로프스크에서 한인사회당(韓人社會黨)을 조직하고 연해주에서 한인적위군(韓人赤衛軍)을 편성하는 활동에 적극 참여하였다.
1919년 3·1 운동 직후 블라디보스토크에서 문창범 등과 함께 독립만세시위를 전개하였으며, 대한임시정부(大韓臨時政府) 군무총장(軍務總長)으로 취임하여 동녕현(東寧縣)에 독립군을 지휘할 임시군집부(臨時軍執部)를 설치하고, 일본과 독립전쟁을 전개할 독립군 양성에 강한 추진력을 보였다.

### 대한민국 임시정부 국무총리 활동과 고려공산당 상하이파 활동

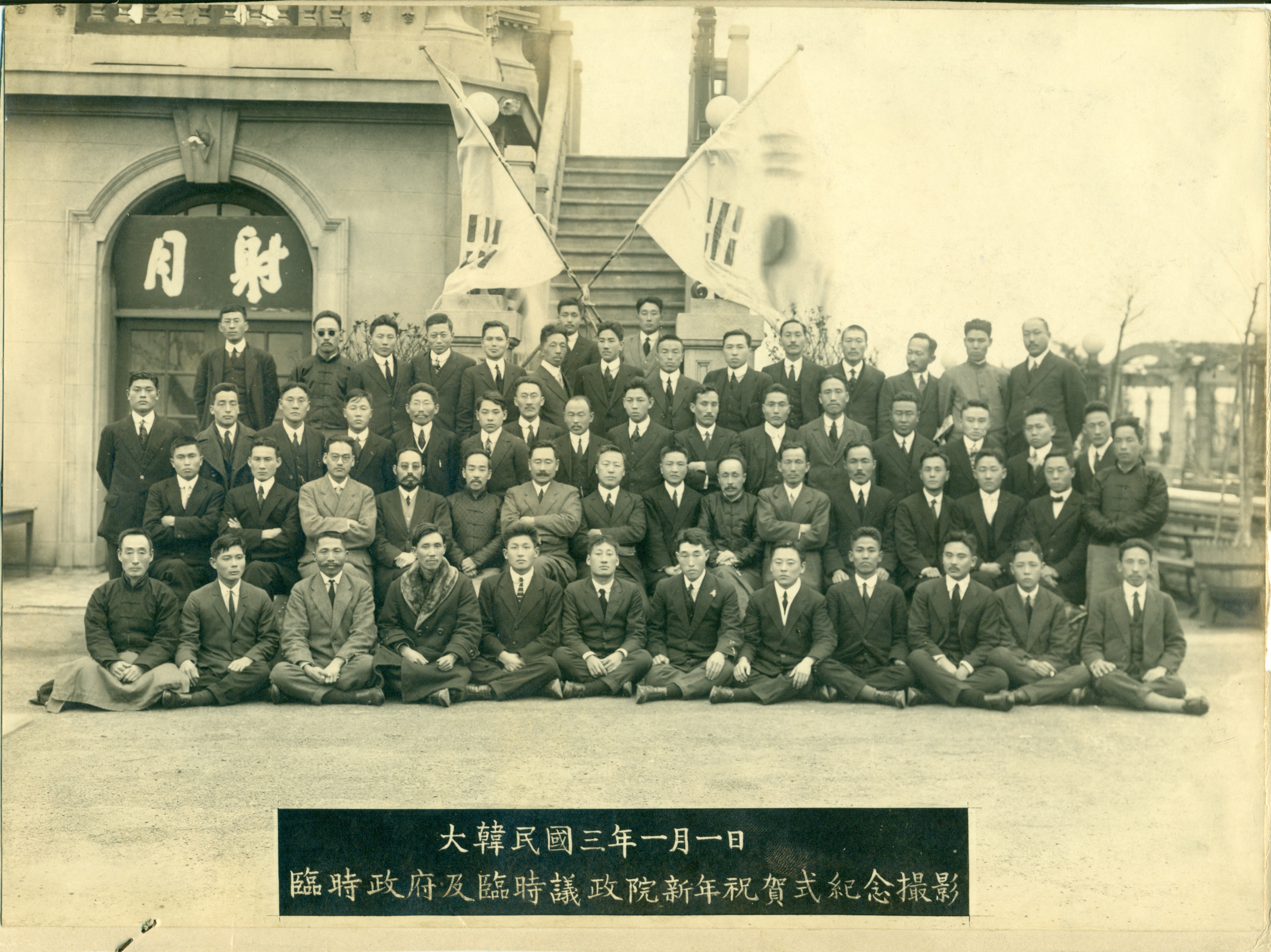
1921년 1월 1일 신년하례회. 두 번째 줄 왼쪽에서 여섯 번째가 이동휘

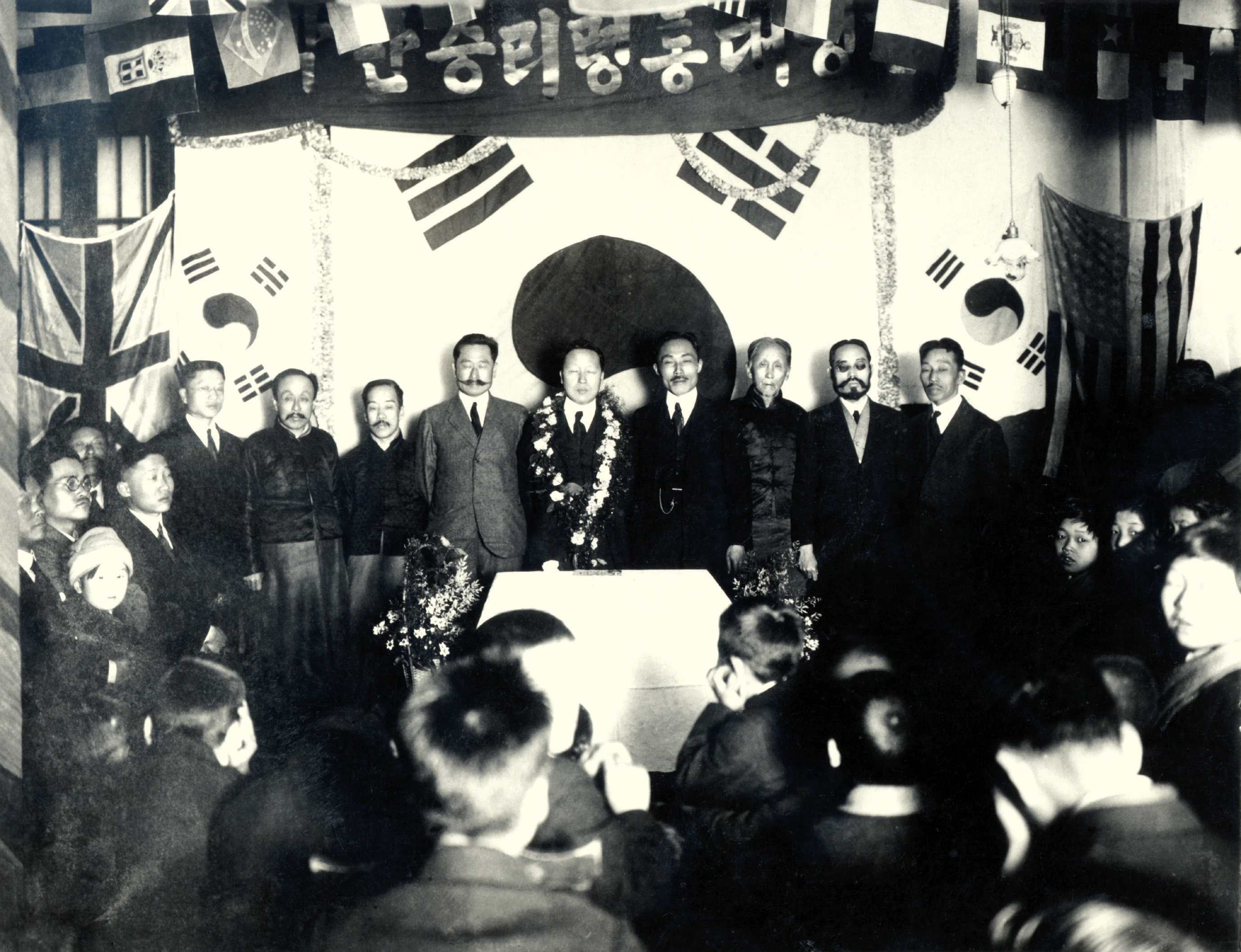
1921년 상하이에 도착한 이승만대통령 환영식
(가운데는 이승만, 가운데 왼쪽이 이동휘, 오른 쪽은 안창호)

1919년 8월 말 중국 상해로 건너가서 대한민국 임시정부 국무총리에 취임하였고, 임시정부 내외의 동조세력을 규합, 사회주의운동 확산을 위해 전력을 기울였다.. 9월 11일 임시정부가 다시 개편되자 그는 국무총리에 선임되었다. 그러나 대통령으로 선출된 반공주의자 이승만과 충돌하였다.
이동휘는 공산혁명을 주장하여 구미식 민주주의를 주장하던 대통령 이승만과 노선갈등을 빚었다. 소련으로 보내는 대표단을 파견함에 있어, 심복 한형권을 몰래 먼저 파견하여 독자노선을 걸었으며, 제3국제공산당 운동에 투신하였다.
1921년 1월 말 이동휘는 상해 임시정부의 개혁여부를 둘러싸고 대통령 이승만과 이동녕 · 이시영 · 신규식 등 기호 출신 총장들, 그리고 안창호 등과 대립하여 상해 임시정부를 탈퇴했다. 이후 이동휘는 고려공산당(상하이파) 창당에 나서게 된다. 이동휘는 임정 탈퇴와 고려공산당 창당을 '민족운동'에서 '사회운동'으로 전환하는 것이며 "그 방향이 정당하고 필연적으로 최후승리의 경로"라고 평가했다. 그러면서도 이동휘는 "동지들 간에 호상분규가 있었음에도 무심자괴"하다고 스스로 비판했다. 이동휘는 또한 자신이 국무총리로 참여했던 상해 임시정부가 기성국가의 모습을 갖추고 "전 국민을 호령하는 너무도 우활하여, 기실은 지상공문이었다."라고 반성했다.

### 국민대표대회
이후 국민대표대회를 개최하여 사회주의 계열의 통합을 추진하였으나 실패하였다. 이동휘 자신이 중심이 되는 상해파와 여운형이 중심이 되는 이르쿠츠크파 그리고 김준연의 엠엘파는 통합에 실패하였다. 주로 이동휘와 여운형이 주도권 다툼을 하였는데, 여운형은 임시정부의 재조직을 주장하였고, 이동휘는 그냥 두고 개조하자고 주장하였다. 통합을 보지 못한 채 김규식이 수반이 되어 임시정부와 별개의 망명 정부를 구성하였는데, 소련으로 가서 인정을 요청했으나 실패했다.
1921년 레닌이 보낸 독립자금을 수령하는 과정에서, 자금 전달책인 김립이 김구에게 살해되자 국무총리 직을 사임하고 임시정부를 떠나 시베리아에서 여생을 보내게 된다. 생애 말년에는 일제 통치하의 국내감옥에 수감된 항일운동가와 사회주의자들, 그리고 가족을 후원하기 위하여 조직된 국제혁명자후원회 MOPR의 원동지역 한인 책임자로 활동했다. 이동휘는 MOPR의 모금을 위해 파르티잔스크 지방을 방문한 후 알촘 탄광으로 나오던 길에 거센 눈보라를 만나 심한 독감에 걸려 쓰러졌다. 급히 연해주 블라디보스토크의 신한촌으로 옮겨졌고 한인 의사들이 전력구호에 나섰으나, 1935년 1월 31일 오후 7시 62세 일기로 병사했다. 이동휘는 죽기직전 "나는 조선의 혁명이 성공하는 것을 보지 못하고 죽는다. 동무들은 반드시 고려소비에트공화국을 성립하시오."라는 유언을 남겼다고 한다.

## 사후
- 사회주의계열 독립운동가라는 이유로 오랫동안 잊혀져 왔으나, 대한민국 정부는 그가 '대한민국 임시정부 국무총리의 역할을 하였다.'는 점을 인정하여 1995년 건국훈장 대통령장을 추서하였다.

## 평가와 비판
- 최린에 의하면 그는 늠름한 장부지풍(丈夫之風)이 있고 체격과 얼굴이 아울러 훌륭한 장부였는데 성격은 '열렬'하고 '불뎅이 같은 사람'이라고 평했다.

- 소련의 지도자 블라디미르 레닌은 '이 사람은 마르크스의 이념은 전혀 모르는 것 같지만, 혁명가로서는 훌륭하다.'고 평했다.[5]

- 소련에 의탁하였던 친소적 성향과 자유시 참변에서 그의 측근들이 악영향을 끼쳤다는 부분에서 비판이 있다.

## 기타
그는 김구에게 국제공산주의 운동을 할 것을 권고하였으나, 김구는 이를 제3국가에 의탁하는 것이 아니냐며 그의 청을 거절하였다.

## 같이 보기
- 한인사회당(1918.5)
- 대한국민의회(1919.3)
- 대한민국 임시정부(1919.4)
- 국제공산당 자금 사건
- 고려공산당(1921.5)
- 자유시사변(1921.6)
- 박진순
- 김립
- 한형권
- 여운형
- 오영진
- 박헌영
- 김구
- 이승만
- 김규식
- 독립유공자로 대통령장을 수여받은 사람

## 참고자료
- 《한국사 시민강좌: 47집(2010년) - 특집,대표적 독립운동가 12인》, 일조각. 반병률 저. p1~p15